# Tanken (Borgstrøm)
Tanken (Noors voor Gedachte) is een compositie van Hjalmar Borgstrøm. Binnen Noorwegen is het werk het bekendste symfonisch gedicht van de componist. Dat dankt het waarschijnlijk aan het feit dat het een van de weinige werken van deze Noor is, die op elpee/compact disc is vastegelegd. De opname daarvan dateert echter (al) uit 1986.
Borgstrøm vond het noodzakelijk om een proloog/toelichting voor dit werk te schrijven, dat gelezen zou moeten worden voordat het werk wordt uitgevoerd. Hij deed dat trouwens al eerder bij eerdere symfonische gedichten.
Het werk is verdeeld in een aantal secties:
1. Tanken fødes i verdensrummet.
2. Mand og kvinde omkring kundskapens træ.
3. Haarde trængselstider. Tanken skjænker idealismens trøst til de sorgbetyngede.
4. Mephisto “Begjær” ifører sig tankens vrængebillede for at vildlede menneskeheden.
5. Tanken træller under materialismens aag — kloden sprænges — tanken vender i sin oprindelige, rene skikkelse tilbake til verdensrummet.

Het is ook het enige werk van deze componist, waarbij hij voor wat betreft orkestratie afweek van wat gangbaar was. In het werk is een sirene te horen en ook een aambeeld. Destijds werd het geroemd, maar daarna werd het snel vergeten. In 2005 vond nog wel een uitvoering plaats in Trondheim.
De eerste uitvoering vond plaats op 6 januari 1917, Johan Halvorsen leidde het orkest van het Nationaltheatret. In de daarop volgende maanden vonden nog enige uitvoeringen plaats.